# Autres écrits
Pour les Autres écrits de la Bible, voir Ketouvim.
Autres écrits est un recueil posthume de textes ou d’interventions orales de Jacques Lacan, édité par Jacques-Alain Miller et publié en 2001. 

## Publication
L’ouvrage est publié par Jacques-Alain Miller trente-quatre ans après les Écrits, vingt ans après la mort de Lacan et au moment du centenaire de sa naissance,. Les textes qui le composent, bien que publiés du vivant de Lacan — à l'exception de deux d'entre-eux — étaient difficilement accessibles voire introuvables.

## Composition
L'ouvrage est construit — y compris dans la disposition typographique — sur le modèle des Écrits, composé de quarante-huit textes, regroupés en huit parties, issus d'articles (parus notamment dans la revue Silicet), de résumés de séminaire, d'entretiens, de préfaces, de conférences ou encore d'interventions. Le regroupement des textes est, comme dans les Écrits, thématique. 
Le recueil s'ouvre par « Litturaterre », rappelant le « Séminaire sur la lettre volée » des Écrits,, s'ensuivent aussi bien des publications spécialisées telles la contribution de 1938 sur la famille, la conférence de 1945 sur la psychiatrie anglaise ou « L’étourdit » (1973), que des émissions radiophoniques ou télévisuelles comme le « Petit discours à l’ORTF » prononcé en 1966, « Radiophonie », l'entretien réalisé par Robert Georgin en 1970 pour la radio belge, ou encore « Télévision », en 1974,. 
Plusieurs articles portent sur des personnalités littéraires ou philosophiques comme Marguerite Duras, Frank Wedekind ou Maurice Merleau-Ponty,.
Les textes de fondation et de dissolution de l'École freudienne de Paris complètent ce recueil.